# Lozano (Buenos Aires)
Lozano es una localidad argentina del partido de General Las Heras, provincia de Buenos Aires.

## Ubicación
Se encuentra a 12 km al norte de la ciudad de General Las Heras, accediéndose por un camino de tierra que sale desde la ruta provincial 40.
En cuanto al transporte público, actualmente cuenta con dos frecuencias ferroviarias los fines de semana pertenecientes a la Línea Belgrano Sur (uno de ida y otro de vuelta), línea la cual parte de la estación Sáenz, en la capital de Buenos Aires.

## Población
Durante el censo de 2010 fue considera como Población rural dispersa. El Censo de 2001 había arrojado una población de 22 habitantes (Indec, 2001).
| Gráfica de evolución demográfica de Lozano entre 1991 y 2010                                                |
| |
| Fuente: Censos nacionales del INDEC. En los censos de 1991 y 2010 se la consideró población rural dispersa. |